# Nymphargus siren
Nymphargus siren es una especie de anfibio anuro de la familia Centrolenidae.

## Distribución geográfica
Esta especie habita entre los 1310 y 1700 m de altitud:
- en Colombia, en el departamento de Putumayo, en la vertiente oriental de la Cordillera Central;
- en Ecuador, en las provincias de Napo y Orellana, en la vertiente oriental de la Cordillera Oriental;
- en Perú en la región de ayacucho.[4]

Se discute la pertenencia de ejemplares peruanos a esta especie.

## Descripción
Los machos miden de 19.8 a 22.0 mm.

## Publicación original
- Lynch & Duellman, 1973 : A review of the centrolenid frogs of Ecuador, with descriptions of new species. Occasional Papers of the Museum of Natural History, University of Kansas, n.º 16, p. 1-66[5]